# Thall
Thall ou Tall (en ourdou : تھال) est une ville située dans la province de Khyber Pakhtunkhwa au Pakistan. Deuxième plus grande ville du district de Hangu, elle jouxte la rivière Kurram et la frontière avec le Waziristan du Nord et le district de Kurram, dans les régions tribales.
La population de la ville a été multipliée par plus de deux entre 1972 et 2017 selon les recensements officiels, passant de 14 082 habitants à 32 335. Entre 1998 et 2017, la croissance annuelle moyenne s'affiche à 1,3 %, bien inférieure à la moyenne nationale de 2,4 %.
|            | 1972 (rec.) | 1981 (rec.) | 1998 (rec.) | 2017 (rec.) |
| ---------- | ----------- | ----------- | ----------- | ----------- |
| Population | 14 082      | 18 901      | 25 355      | 32 335      |